# Ingenieurperspektive

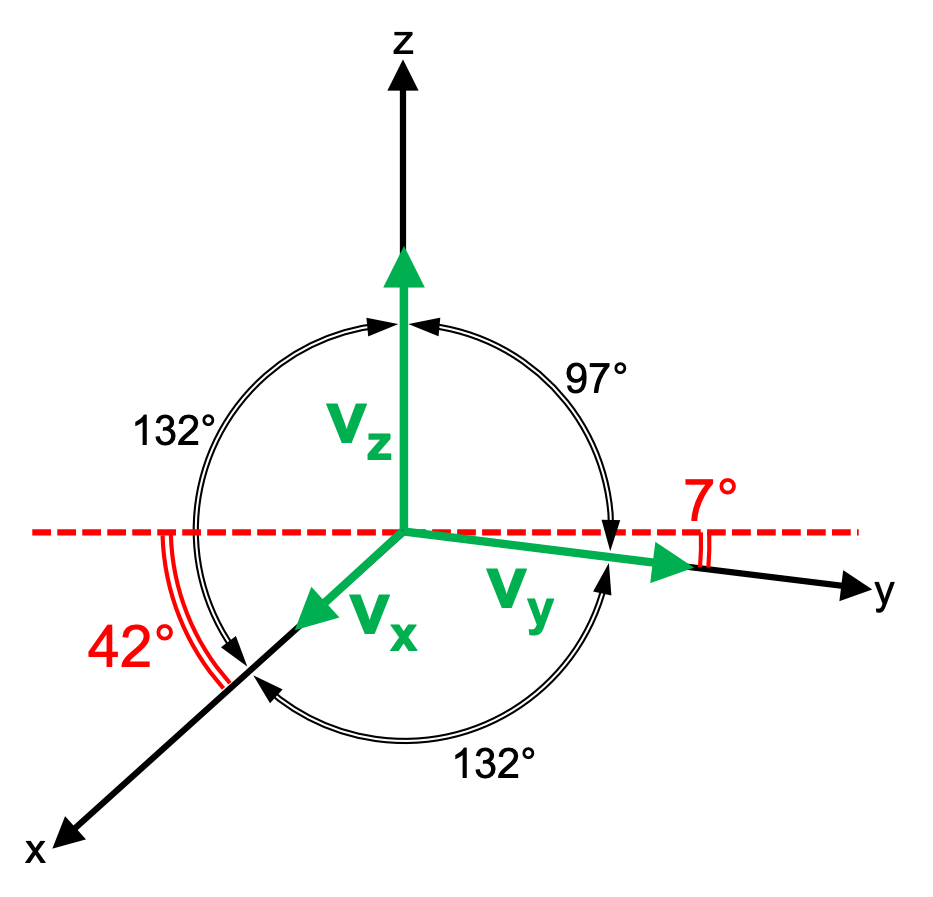
Koordinatenachsen und Winkel bei der Ingenieurperspektive.

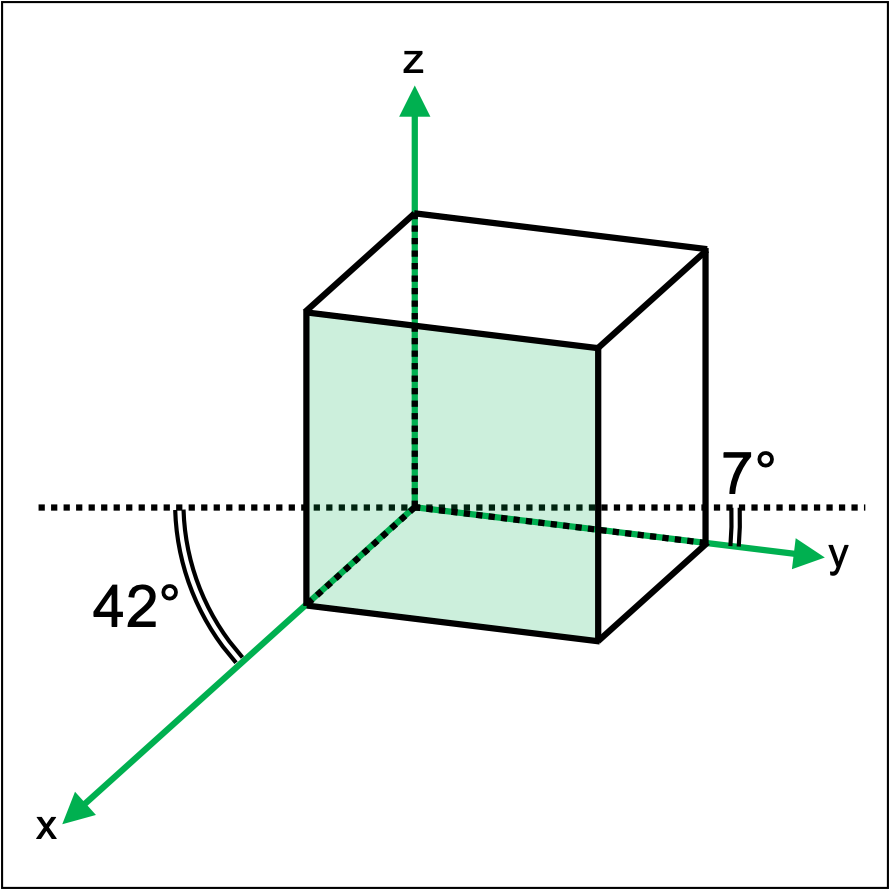
Würfel in Ingenieurperspektive.

Die Ingenieurperspektive (auch Ingenieur-Axonometrie, Ingenieurprojektion, Ingenieurriss, Dimetrie, dimetrische Projektion, technische Zeichnung in Axonometrie, englisch: dimetric axonometry, dimetric projection) ist eine spezielle Parallelperspektive (Axonometrie). Die Verzerrungen der Linien parallel zu den Achsen sind mit vx = 0,5 und vy = vz = 1 (Dimetrie) festgelegt und die Winkel zwischen den drei Raumachsen betragen α = γ = 132° und β = 97° (bzw. 7° und 42° zur Waagerechten). Die Ingenieurperspektive ist durch die Norm ISO 5456-3:1996(E) festgelegt.

## Beschreibung

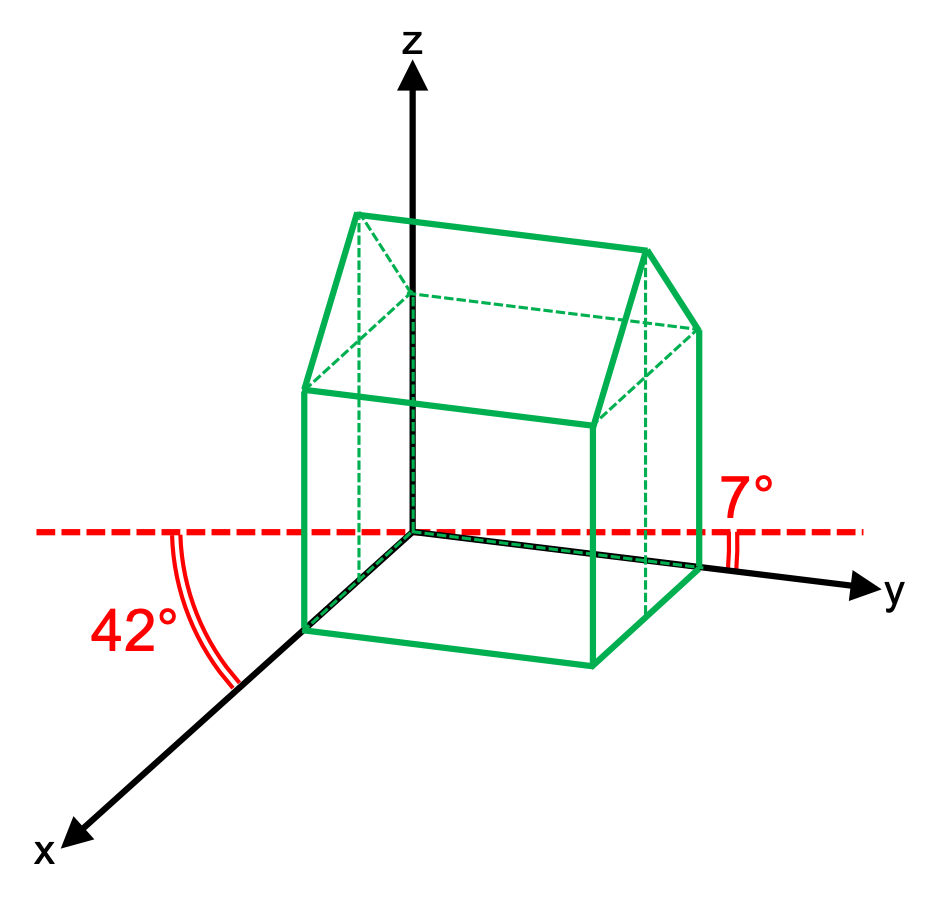
Satteldachhaus in Ingenieurperspektive.

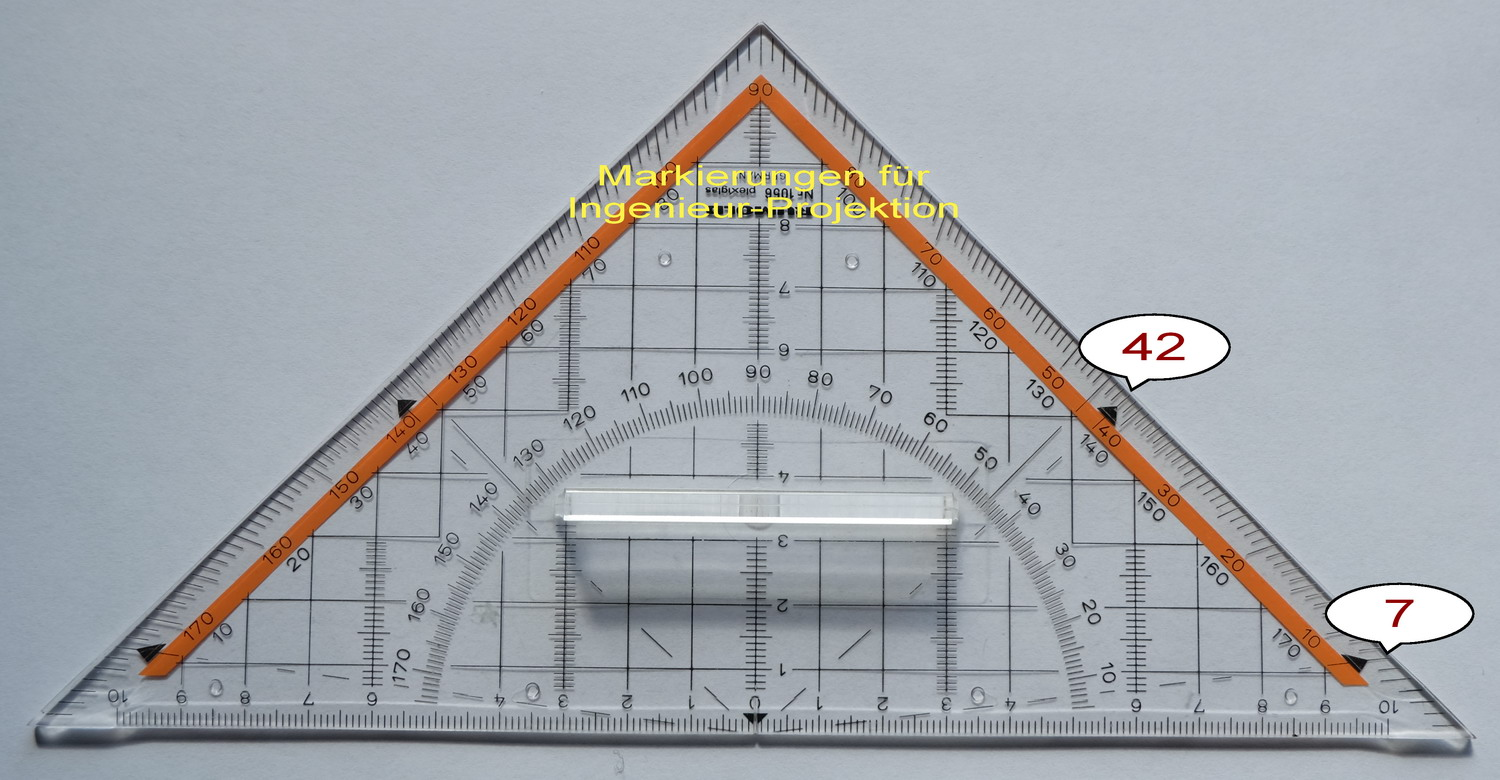
Geodreieck mit Markierungen für Ingenieurperspektive.

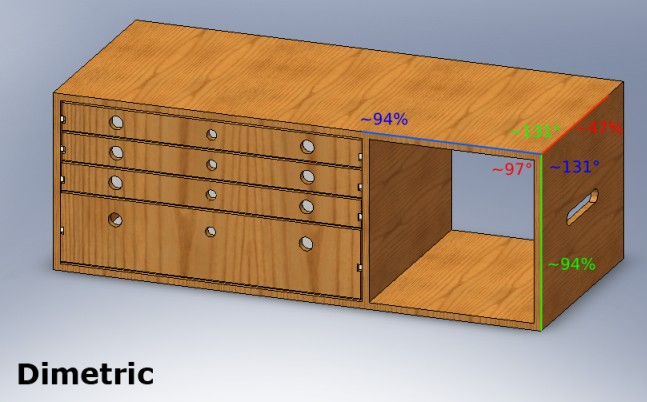
Möbel in Ingenieurperspektive.

Grundlage der Ingenieurperspektive ist, dass sich die Verkürzungsverhältnisse der Strecken parallel zu den Achsen x, y, und z wie ½ : 1 : 1 verhalten. Sucht man die entsprechenden Achsenwinkel, stellt sich heraus, dass bei senkrechter z-Achse die x-Achse um 42° und die y-Achse um 7° von der Horizontalen abweicht.

## Vor- und Nachteile
Vorteile sind:
- Durch die einfachen Verzerrungsverhältnisse ist die Konstruktion relativ leicht zu erstellen.
- Die notwendigen Winkel von 7° und 42° sind auf vielen Geodreiecken markiert.
- Der Umriss einer Kugel ist in guter Näherung ein Kreis (bei der Kavalier- und Militärperspektive ist er eine Ellipse).[6]
- Das Bild ist fast eine senkrechte Parallelprojektion mit dem Skalierungsfaktor 1,06. Deshalb ist die Bildwirkung anschaulich und Maßverhältnisse sind leicht ablesbar.

Nachteile sind:
- Die Formen des Grundrisses und der Seitenrisse sind verzerrt dargestellt.
- Die Darstellung wirkt weniger realistisch, da kein Fluchtpunkt (wie bei der Fluchtpunktperspektive) vorhanden ist.

## Mathematischer Hintergrund
Eine Ingenieur-Axonometrie entspricht einer senkrechten Parallelprojektion auf eine Ebene mit dem Normalenvektor (= negativer Projektionsrichtung) {\displaystyle ({\sqrt {7}},1{,}1)^{\top }} mit anschließender Skalierung um den Faktor {\displaystyle {\tfrac {3}{2{\sqrt {2}}}}\approx 1{,}061}. Der Grundriss des Normalenvektors schließt mit der x-Achse einen Winkel von {\displaystyle \arccos \left({\tfrac {\sqrt {7}}{2{\sqrt {2}}}}\right)\approx 20{,}70^{\circ }} ein. Der Winkel gegenüber der x-y-Ebene beträgt {\displaystyle \arccos \left({\tfrac {2{\sqrt {2}}}{3}}\right)\approx 19{,}47^{\circ }}. Die exakten Winkel zwischen den Bildern der Koordinatenachsen sind:
- {\displaystyle {\begin{aligned}\alpha &=\arccos \left(-{\tfrac {\sqrt {7}}{4}}\right)&\approx 131{,}4^{\circ }\approx 2{,}294\\\beta &=\arccos \left(-{\tfrac {1}{8}}\right)&\approx 97{,}18^{\circ }\approx 1{,}696\end{aligned}}}

Für die (dimetrische) senkrechte Parallelprojektion mit {\displaystyle v_{y}=v_{z}=2v_{x}} (ohne Skalierung!) gilt:
- {\displaystyle {\begin{aligned}v_{x}&={\tfrac {\sqrt {2}}{3}}&\approx 0{,}471\\v_{y}=v_{z}&={\tfrac {2{\sqrt {2}}}{3}}&\approx 0{,}942\end{aligned}}}.